# Puig de Montalegre
El Puig de Montalegre és una muntanya de 114 metres que es troba al municipi de Vilopriu, a la comarca catalana del Baix Empordà.